# Élections législatives de 1906 en Martinique
 (signalé en août 2025).
Si vous disposez d'ouvrages ou d'articles de référence ou si vous connaissez des sites web de qualité traitant du thème abordé ici, merci de compléter l'article en donnant les références utiles à sa vérifiabilité et en les liant à la section « Notes et références ».
- Archive Wikiwix
- Bing
- Cairn
- DuckDuckGo
- E. Universalis
- Gallica
- Google
- G. Books
- G. News
- G. Scholar
- Persée
- Qwant
- (zh) Baidu
- (ru) Yandex
- (wd) trouver des œuvres sur Wikidata

Les élections législatives en Martinique, ont lieu les dimanches 6 et 20 mai 1906.
Elles ont pour but d'élire les 2 députés représentant le département à la Chambre des députés pour un mandat de quatre années.

## Mode de scrutin
L'élection se fait au scrutin d'arrondissement, soit un mode uninominal majoritaire à deux tours.
La circonscription pour l'élection est l'arrondissement.
Le scrutin est individuel, chaque arrondissement élisant un député.
Les arrondissements qui ont plus de cent mille habitants sont divisés. Dans ce cas on élit un député par circonscription électorale.
L'article 18 précise qu'il faut réunir pour être élu au premier tour :
1. La majorité absolue des suffrages exprimés ;
2. Un nombre de suffrages égal au quart des électeurs inscrits.

Au deuxième tour la majorité relative suffit. En cas d'égalité c'est le plus âgé qui est élu.

## Résultats pour la colonie de Martinique

### 1recirconscription
- Homère Clément (Rad-soc), ne se représente pas.
- Elle regroupe les communes de l'arrondissement du sud de l'île.

| Candidats      | Candidats       | Étiquette      | Premier tour | Premier tour |
| Candidats      | Candidats       | Étiquette      | Voix         | %            |
| -------------- | --------------- | -------------- | ------------ | ------------ |
|                | Osman Duquesnay | Progressiste   | 6 272        | 55,23        |
|                | Henry Lémery    | Rad-soc        | 4 968        | 43,74        |
|                | Printon         | SFIO           | 137          | 1,21         |
|                |                 |                |              |              |
| Inscrits       | Inscrits        | Inscrits       | 24 176       | 100,00       |
| Votants        | Votants         | Votants        | 11 394       | 47,13        |
| Blancs et nuls | Blancs et nuls  | Blancs et nuls | 37           | 0,33         |
| Exprimés       | Exprimés        | Exprimés       | 11 357       | 99,67        |

*sortant

### 2ecirconscription
- Elle regroupe les communes de l'arrondissement du nord de l'île.
- Pas de député sortant à la suite de l'éruption de la montagne Pelée en 1902.

| Candidats      | Candidats            | Étiquette      | Premier tour | Premier tour | Ballotage | Ballotage |
| Candidats      | Candidats            | Étiquette      | Voix         | %            | Voix      | %         |
| -------------- | -------------------- | -------------- | ------------ | ------------ | --------- | --------- |
|                | Fernand Clerc        | Progressiste   | 3 476        | 48,99        | 4 223     | 46,94     |
|                | Victor Sévère        | Rad-soc        | 3 311        | 46,67        | 4 773     | 53,05     |
|                | Joseph Lagrosillière | SFIO           | 321          | 4,52         | 1         | 0,01      |
|                |                      |                |              |              |           |           |
| Inscrits       | Inscrits             | Inscrits       | 13 972       | 100,00       | 13 972    | 100,00    |
| Votants        | Votants              | Votants        | 7 111        | 50,90        | 9 030     | 64,63     |
| Blancs et nuls | Blancs et nuls       | Blancs et nuls | 16           | 0,23         | 33        | 0,37      |
| Exprimés       | Exprimés             | Exprimés       | 7 095        | 99,77        | 8 997     | 99,63     |

*sortant